# 玛丽·克特内罗娃
玛丽·克特内罗娃（捷克語：Marie Kettnerová，1911年4月4日—1998年2月28日），生于布拉格，捷克斯洛伐克女子乒乓球运动员。她曾获得6枚世界乒乓球锦标赛金牌。